# John Narborough
John Narborough, (vers 1640 - 1688) est un marin anglais du XVIIe siècle qui s'est illustré dans les guerres anglo-hollandaises et contre les pirates d'Afrique du Nord.

## Biographie
Descendant d'une d'une vieille famille du Norfolk. Il s'engage dans la marine. Il est lieutenant en 1664 et devient  capitaine, en 1666 promu pour sa bravoure lors d'une action contre la flotte hollandaise au large des Downs en juin 1666.
En 1669, il est choisi pour effectuer un voyage secret dans les mers du Sud. Il quitte Deptford le 26 septembre 1669 et entre dans le détroit de Magellan en octobre 1670. Il visite Port Desire en Argentine qu'il revendique pour le Royaume d'Angleterre. Il arrive à la baie de Corral fin décembre 1670, qu'il quitte précipitamment devant la méfiance des Espagnols.Il rentre en Angleterre en juin 1671. Il publie un récit de l'expédition à Londres en 1694 sous le titre « An Account of many late Voyages and Discoveries to the South and North ».
Pendant la troisième guerre anglo-néerlandaise, Narborough est second du navire du Lord High Amiral, le HMS Prince. Pour acte de bravoure lors de la bataille de Sole Bay en mai 1672, il est promu contre-amiral et fait chevalier.
Il combat les pirates barbaresques à Tripoli en 1675 et 1676, puis il entreprend une expédition similaire contre les Algériens.
En 1680, Narborough est nommé commissaire de la marine, fonction qu'il occupe jusqu'à sa mort. Lors d'une expédition dans les Caraïbes, à la recherche d'un trésor, Narborough tombe malade et meurt en mer en mai 1688. 

Expédition de Narborough au Sud de l'Amérique latine
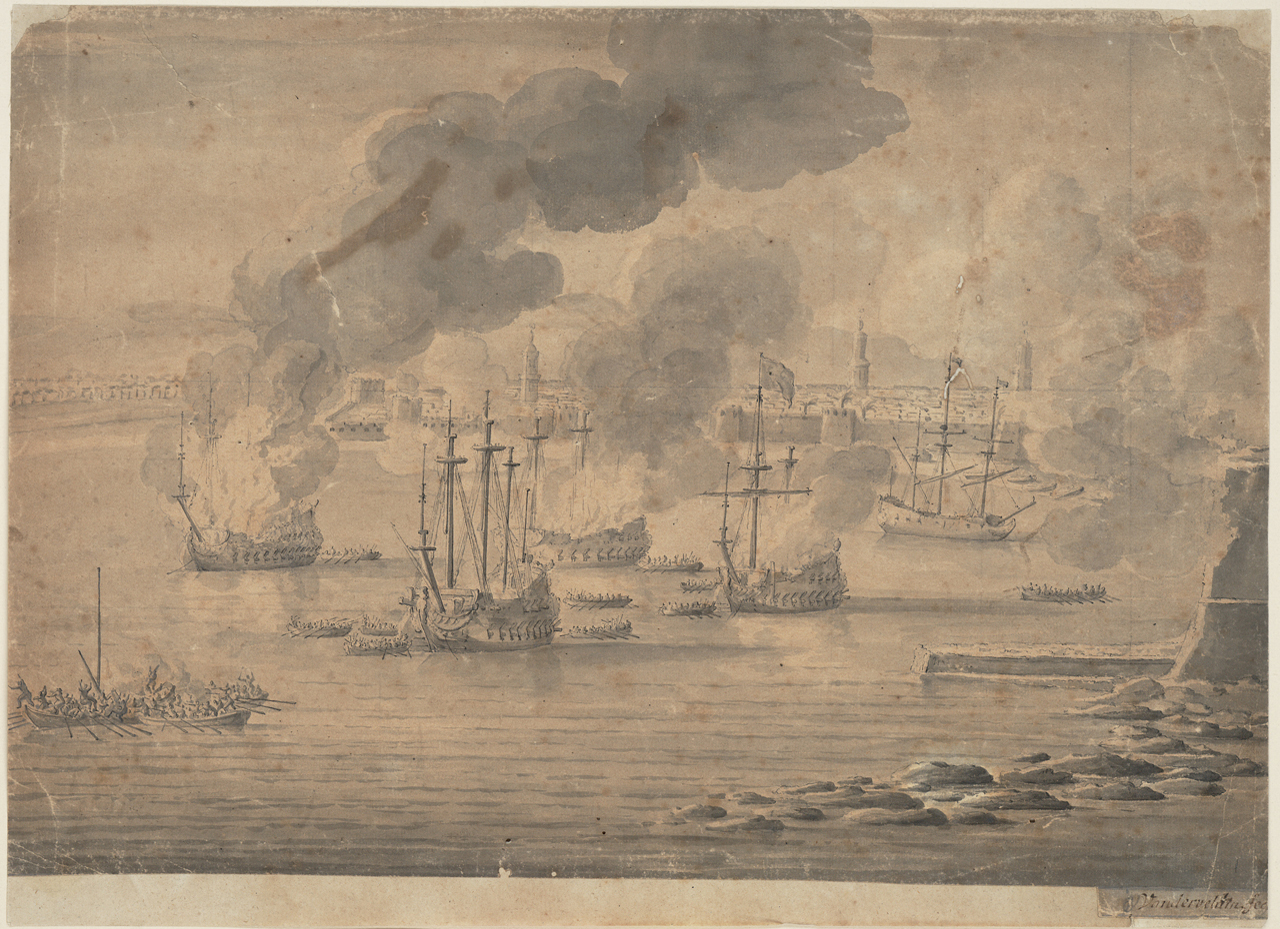
Combat contre les pirates de Tripoli.

## Publications
La relation de son expédition a été publiée en Angleterre en 1694 et en France en 1722 :
- An account of several late voyages and discoveries to the south and north..., 1694.
- Voyages de François Coreal aux Indes occidentales, contenant ce qu'il y a vu de plus remarquable pendant son séjour, depuis 1666 jusqu'en 1697, traduits de l'espagnol. Avec une relation de la Guiane de Walter Raleigh et le voyage de Narborough à la mer du Sud par le détroit de Magellan. Traduits de l'anglais..., 1722.